# Stensjön (Bredareds socken, Västergötland)
Stensjön är en sjö i Bollebygds kommun och Borås kommun i Västergötland och ingår i Göta älvs huvudavrinningsområde. Sjön är 12,2 meter djup, har en yta på 0,162 kvadratkilometer och befinner sig 227,2 meter över havet. Sommarstugor finns vid sjöns västra kant, och en historik och nu övegiven gård på den södra sidan (Stensjöholm "Holmen" - 1940-tal. Torvmossen bildar dyig strand åt öster. Norra stranden är klippor med tall på. Sjön avvattnas av bäcken ner till Basåsasjön, som mynnar ut vid gården Porsnabben. Fordom fanns en stånggång, som tog sin kraft från bäcken och drev ett tröskverk, vattenhjulet ligger som förmultnat vid lansvägskanten mot Bredared. Precis öster om sjöns bräddutlopp ligger en sandstrand.

## Delavrinningsområde
Stensjön ingår i det delavrinningsområde (641780-132408) som SMHI kallar för Mynnar i Säven. Medelhöjden är 217 meter över havet och ytan är 33,49 kvadratkilometer. Uppströms stensjön finns ett öppet vatten, Björketjärn som  är endast ett hundratal meter från vattendelaren mot Rolfsån. Det finns inga avrinningsområden uppströms utan avrinningsområdet är högsta punkten. Torvån som avvattnar avrinningsområdet har biflödesordning 3, vilket innebär att vattnet flödar genom totalt 3 vattendrag innan det når havet efter 122 kilometer. Avrinningsområdet består mestadels av skog (71 %) och sankmarker (15 %). Avrinningsområdet har 2,13 kvadratkilometer vattenytor vilket ger det en sjöprocent på 6,4 %.